# Општина Свети Ђорђе (Јаломица)
Свети Ђорђе (рум. Sfântu Gheorghe) општина је у Румунији у округу Јаломица.
Oпштина се налази на надморској висини од 47 m.